# Oxiconazol
Oxiconazolul este un antifungic derivat de imidazol, fiind utilizat în tratamentul unor micoze topice, precum pitiriazis versicolor, dermatofitoze și candidoze cutanate. Calea de administrare disponibilă este cea topică.
Molecula a fost patentată în 1975 și a fost aprobată pentru uz medical în anul 1983.

## Utilizări medicale
Oxiconazolul este indicat în tratamentul:
- Pitiriazis versicolor (Malassezia furfur)
- Dermatofitoze cutanate (tinea pedis, tinea corporis, tinea cruris)
- Candidiază cutanată (Candida albicans)
- Alte micoze superficiale ale pielii[11]

## Dozare și administrare
- Uz topic: aplicare o dată sau de două ori pe zi pe zona afectată, după curățarea și uscarea pielii
- Durata tratamentului: 2–4 săptămâni, în funcție de localizare și severitate
- Disponibil sub formă de cremă și loțiune cutanată (concentrație uzuală 1%)[8][11]

## Mecanism de acțiune
Oxiconazolul inhibă sinteza ergosterolului, component esențial al membranei celulare fungice, având efect fungistatic și fungicid asupra dermatofiților, drojdiilor (Candida spp.), mucegaiurilor și Malassezia.

## Efecte adverse și precauții
- Efecte adverse locale: iritație, eritem, prurit, senzație de arsură, dermatită de contact (rare)
- Reacții alergice severe sunt foarte rare
- Nu se recomandă aplicarea pe mucoase, ochi sau răni deschise
- Siguranța în sarcină și alăptare: utilizare doar la recomandarea medicului, datele privind siguranța sunt limitate[11]

## Siguranță și reglementări
- Oxiconazolul este aprobat pentru uz topic în Europa, SUA, Asia și alte regiuni
- Nu este aprobat pentru uz sistemic
- Disponibil sub denumiri comerciale precum Oxistat, Oxizole etc.[8]

## Rezistență și utilizare actuală
- Rezistența fungică la oxiconazol este rară, dar poate apărea la utilizare prelungită sau inadecvată
- Este considerat eficient împotriva tulpinilor rezistente la alte azolice topice[11]